# Wolfgang Lohbeck
Wolfgang Lohbeck (* 1944 in Trier) ist ein deutscher Architekt und Greenpeace-Aktivist.

## Leben
Lohbeck schloss sein Architekturstudium an der RWTH Aachen 1971 mit dem akademischen Grad eines Diplom-Ingenieurs ab. Danach arbeitete er zunächst in privaten Büros und im öffentlichen Dienst in Berlin und Hannover. 1977 gründete er zusammen mit Amei Helm die damals als politisch links geltende Buchhandlung Amei’s BuchEcke in Hildesheim.
1982 stieß er zu Greenpeace und war ab Januar 1983 hauptamtlicher Mitarbeiter bei Greenpeace Deutschland in Hamburg, zuständig für die Vernetzung der regionalen Gruppen. Daraus entwickelte sich eine Tätigkeit als Kampagnenleiter. Themen der von ihm initiierten Kampagnen waren das damalige Waldsterben, später Luftverschmutzung, Auto und Verkehr, sowie FCKW/FKW und vor dem Hintergrund des Irakkriegs Kampagnen für Friedensarbeit. Zusammen mit Harald Zindler begründete er für Greenpeace Deutschland den Bereich der „Positivprojekte“, aus denen sich insbesondere vier Projekte zu den Bereichen Wald, Auto, und FCKW/FKW entwickelten.
Lohbeck erlangte 2003 einen Master-Grad in Peace and Security-Studies am Friedensforschungsinstitut der Universität Hamburg zum Thema Umwelt und bewaffneter Konflikt.
Er verließ 2012 Greenpeace und ist seitdem als freier Berater (u. a. für Greenpeace) tätig. Er arbeitet in verschiedenen Vereinen mit, u. a. dem Bergwaldprojekt, Testbiotech und der Gesellschaft für ökologische Forschung. Insbesondere widmet er sich kritisch dem Thema „Elektroauto“, dem er wegen der hohen CO2-Emissionen bei der Batterieherstellung in Verbindung mit übermäßig großen und schweren Modellen kaum einen Beitrag zum Klimaschutz zubilligt, dagegen aber eine verhängnisvolle Rolle bei der Verhinderung der Verkehrswende, gemäß der These „Nicht der Antrieb ist entscheidend, sondern die Größe.“

## Arbeit für Greenpeace

### Bergwaldprojekt
Lohbecks erstes Positivprojekt für Greenpeace war das von ihm zusammen mit dem Schweizer Förster Renato Ruf im Herbst 1986 in der Schweiz gegründete „Bergwaldprojekt“. Ziel des Projekts war es, als Ergänzung zu den damaligen teils spektakulären Aktionen von Greenpeace gegen die Luftverschmutzung Verständnis für den Wald, seine Ökologie und seine Probleme zu wecken, und durch die Arbeit von Freiwilligen auch einen substantiellen Beitrag zur Stabilität bedrohter Wälder in der Schweiz zu leisten.

### FCKW- und FKW-freier Kühlschrank „Greenfreeze“
Als Bestandteil der Kampagne gegen fluorierte und chlorierte Substanzen (FCKW/FKW), die Greenpeace seit 1987 führte, gelang es Lohbeck zusammen mit seinem Kollegen Harald Zindler, den ostdeutschen Kühlschrankhersteller DKK Scharfenstein – später Foron – zu einer Zusammenarbeit zu gewinnen, um einen FCKW- und FKW-freien Kühlschrank nach den Vorgaben von Greenpeace zu entwickeln. Das Unternehmen stand – auf Betreiben der westdeutschen Kühlschrankindustrie – kurz vor der Liquidation durch die Treuhandanstalt. Aus dieser „David gegen Goliath“-Konstellation entstand 1992 der Prototyp des weltweit ersten vollständig FCKW- und FKW-freien Kühlschranks, dem Greenpeace den Namen „Greenfreeze“ gab. Der erste Serien-Greenfreeze, bei dem das Kältemittel Isobutan verwendet wurde, lief bei Foron am 15. März 1993 vom Band. Nach anfänglichem Widerstand stellte die deutsche Kühlschrankindustrie noch im selben Jahr ihre Geräte auf Greenfreeze-Standard um, nur wenige Jahre später folgten nahezu alle Länder weltweit. Nach einem Besuch einer chinesischen Industriedelegation in Hamburg stellten schrittweise auch die meisten chinesischen Hersteller um, inzwischen wurden weltweit über eine Milliarde Greenfreeze-Kühlgeräte gebaut. Mit dem Erfolg des Greenfreeze haben sich zahllose Medienberichte, Dokumentationen, wissenschaftliche Untersuchungen und belletristische Publikationen befasst. Der Greenfreeze hat weltweit dazu geführt, dass aus dem Kühlschranksegment inzwischen fast alle FCKW und FKW als Kältemittel und Isoliermaterial verschwunden sind. Der Versuch der Chemieindustrie, die Greenfreeze-Technik aus den Kühlschränken wieder zurückzudrängen um sogenannte „neue“ synthetische Kältemittel (die Hydro-Fluoro-Olefine, HFO) einzuführen, blieben erfolglos.

### „SmILE“, Kampagne gegen hohen Spritverbrauch von Autos
Die Greenpeace-Kampagne gegen das Waldsterben und die Luftverschmutzung hatte sich seit Ende der 1980er Jahre mehr und mehr in eine Kampagne konkret gegen den Autoverkehr entwickelt. Aus den als immer weniger erfolgversprechend und teilweise kontraproduktiv eingeschätzten Blockadeaktionen auf Straßen und Autobahnen leiteten Lohbeck und Zindler die Notwendigkeit einer Kampagnenform ab, die sich nicht nur gegen die Autofahrer richtete, sondern diese einbezog. Das Ziel war, mit einem serientauglichen Fahrzeug den Beweis zu liefern, dass – entgegen den Behauptungen der Autoindustrie – mit den damals vorhandenen technischen Möglichkeiten gleiche Fahreigenschaften bei nur noch halbem Kraftstoffverbrauch möglich seien, und dies ohne Mehrkosten. Zusammen mit den Schweizer Firmen Wenko (Motor), Esoro (Fahrwerk) und BRM (Design) wurde auf der Basis eines serienmäßigen Kleinwagens (Renault Twingo) ein Niedrigverbrauchsauto entwickelt, der SmILE, das im August 1996 in Luzern der Öffentlichkeit vorgestellt wurde.

### „Dieselschweine“, Kampagne gegen Dieselruß
Lohbecks letztes größeres Positivprojekt war die Erfindung der „Dieselschweine“: eine „Familie“ von „schmutzigen“ Dieselfahrzeugen (Mercedes E-Klasse, VW Golf und Smart), fuhr mit symbolischen Schweineschnauzen und -ohren, Ringelschwanz und rosa Anstrich durch Deutschland. Sie prägten die Diskussion um die Einführung des Dieselrußfilters Anfang der 2000er Jahre und trugen wesentlich dazu bei, dass sich unmittelbar nach der Internationalen Autoausstellung (IAA) ab 2003 der Rußfilter auf breiter Front durchsetzte und schließlich vorgeschrieben wurde.

### Arbeitsgebiet Frieden
Ab 2003 widmete sich Lohbeck vor allem der Etablierung eines Arbeitsgebietes „Frieden“ im Themenspektrum von Greenpeace: Zwar war das Thema bereits bei Greenpeace bereits verankert, hatte aber bis dahin nicht zu einschlägigen Aktivitäten geführt. Die Einführung eines entsprechenden Themenschwerpunktes, der sich expliziert Frieden und Abrüstung widmete, ist inzwischen Teil der Arbeit von Greenpeace Deutschland.